# 江八点
江八点指的是1995年1月30日时任中共中央总书记的江泽民以题为《为促进祖国统一大业的完成而继续奋斗》的讲话。讲话中提到了关于发展两岸关系、推进中国和平统一进程的八项主张。
對於江八點的內容，時任中華民國總統兼中國國民黨主席李登輝在4月8日作出正式回應，稱為李六條。2002年，江泽民在中共十六大报告中，再度重申“在一个中国的前提下，什么问题都可以谈”，即三个可以谈。

## 主要内容
江泽民这一讲话的主要内容是：
1. 坚持一个中国原则，是實現和平統一的基礎與前提。中國的主權和領土決不容許分割。任何製造「台灣獨立」的言論和行動，都應堅決反對；主張「分裂分治」、「階段性兩個中國」等等，違背一個中國的原則，應堅決反對。
2. 对于台湾同外国发展民间性经济文化关系不持异议。但是，反对台湾以搞“两个中国”、“一中一台”为目的的所谓“扩大国际生存空间”的活动。
3. 进行海峡两岸和平统一谈判。在和平统一谈判的过程中，可以吸收两岸各党派、团体有代表性的人士参加。作为第一步，双方可以先就“在一个中国原则下，正式结束两岸敌对状态”进行谈判。
4. 努力实现和平统一，中国人不打中国人。我们不承诺放弃使用武力，决不是针对台湾同胞，而是针对外国势力干涉中国统一和搞“台湾独立”的图谋的。
5. 大力发展两岸经济交流与合作。继续长期执行鼓励台商投资的政策。继续加强两岸同胞的相互往来和交流，增进了解和互信。采取实际步骤加速实现直接“三通”。
6. 中华各族儿女共同创造的五千年灿烂文化，是维系全体中国人的精神纽带，也是实现和平统一的一个重要基础。两岸同胞要继承和发扬中华文化的优秀传统。
7. 充分尊重台湾同胞的生活方式和当家做主的愿望，保护台湾同胞一切正当权益。欢迎台湾各党派、各界人士，同我们交换有关两岸关系与和平统一的意见，也欢迎他们前来参观、访问。
8. 欢迎台湾当局的领导人以适当身份前来访问；我们也愿意接受台湾方面的邀请前往台湾。中国人的事我们自己办，不需要借助任何国际场合。